# Veliki Izrael
Veliki Izrael je kontroverzno tumačenje nekih političkih i biblijskih misli.
Trenutno, najprihvaćenija definicija Velikog Izraela je današnja država Izrael i Palestina zajedno. Druge, ranije definicije, koje su favorizirali Revizinistički cionisti, uključivale su u Veliki Izrael i prostor Britanskog mandata Palestine (vrijeme kada su Britanci vladali Palestinom) (s ili bez Transjordanskog Emirata, koji se razvijao samostalno nakon 1923.). Druge, religijske definicije Velikog Izraela temeljene su prema Bibliji: Knjiga postanka 15:18-21, Knjiga Brojeva 34:1-15 i Ezekiel 47:13-20.

## Država Izrael, Zapadna obala i Pojas Gaze
U trenutnoj debati u Izraelu oko granica, pojam "Veliki Izrael" rabi se kada se misli na džravu Izrael i Palestinu u jednoj cjelini, te prostor bivšega Britanskog mandata Palestine. No zbog velike kontroverze oko takvog naziva, češće se rabi izraz Zemlja Izrael.
Joel Greenberg, pišući u New York Timesu bilježi; Osnutkom Izraela 1948., vodstvo Radiničkih cionista, koje vlada Izraelom već tri desetljeća, prihvatilo je pragmatičko razdvajanje Britanskog mandata Palestine na izraelsku i arapske zemlje. Suprotstavljeni Revizionistički cionisti, koji su prerasli u sadašnju Likudsku stranku traže "Eretz Yisrael Ha-Shlema" - Veliki Izrael, ili doslovce, svu zemlju Izraela. Zauzimanje prostora koje je Izrael okupirao u Šestodnevnom ratu 1967., dovelo je do porasta Pokreta za Veliki Izrael, te do konstrukcije izraelskih naselja. Izraelski izbori 1977., koji su stranku Likud doveli do moći, imali su znatnu ulogu u prihvaćanju tog pojma i odbijanju istog. Greenberg dalje bilježi:
 Sjeme je posijano 1977., kada Menachem Begin iz stranke Likud doveo svoju stranku prvi put na vlast i pobijedio Laburiste. Desetljeće prije, u ratno vrijeme 1967., vojnici Izraela su poništili dogovor iz 1948. kada su prekazili Zapadnu obalu i Pojas Gaze. Od tada gosp. Begin je zagovarao besmrtnu odanost onome što je zvao Judea i Samaria (zemlje Zapadne obale), te je promicao židvoska naselja tamo. Ali nije anektirao Zapadnu obalu i Pojas Gaze odmah nakon što je sjeo u ured, jer to bi dovelo do toga da Izrael ne bude židovska država, već bi ga to pretvorilo u dvonacionalnu državu.
Yitzhak Shamir je bio veliki zagovarač Velikog Izraela kao izraelski premijer dao je legitimnost vlade za izgradnju židovskih naselja po Zapadnoj obali.
Anektiranje Palestinske zemlje (Zapadna obala i Pojas gaze) cilj su stranke Likud i nekih izraelskih stranaka. 14. rujna 2008. izraelski premijer Ehud Olmert primijetio je da je "Veliki Izrael gotov. Takva stvar ne postoji. Svatko tko tako govori deludira sam sebe".
Hillel Weiss, profesor na Sveučilištu u Bar-Ilanu, "zagovara" potrebu za izgradnjom Hrama i židovskom vlađću nad Velikim Izraelom. Rabbi Meir Kahane, ubijen od strane židovskih vođa Knesseta, bio je član Židovske obrambene lige, koju je i osnovao i Izraelske stranke Kach. Njegova stranka imala je za ideologiju religijski cionizam.

## Obećana zemlja
Veliki Izrael odgovara i onome što se naziva Obećana Zemlja, (definirano u Knjizi postanka 15:18-21) ili kako se još naziva Zemlja Izraelova, te rjeđe Potpuna zemlja Izraelova ili "Cijela zemlja Izraelova" (hebrejski:ארץ ישראל השלמה, latinično: Eretz Yisrael Hashlemah). To je još točniji naziv od "Veliki" Izrael, koji se rabi u hrvatskom i većini drugih jezika, ali ne odgovara nazivu na hebrejskom.
Biblija sadrži tri definicije Zemlje Izraelove. Prvi osnovani Izrael je nejasan (Knjiga postanka). Opisan je kao veliki prostor, "od egipatskog potoka do Eufrata", obuhvaćajući tako cijeli današnji Izrael, Palestinu, i Libanon, te veće dijelove Sirije, Jordana i Egipta. Da ta rečenica obuhvaća i dijelove Iraka, Saudijske Arabije i Turske je sporno.
Druge dvje definicije mogu se naći u Knjizi brojeva 47:13-20 i opisale su Izrael u manjem prostoru.

### Kontroverza oko kovanice od 10 Agorota
Neki arapski nacionalisti optužuju cioniste u Izraelu da žele proširiti Izrael od rijeke Nil do rijeke Eufrat. Ta takozvana kontroverza nazvana je po izraelskoj kovanici promaknute od strane predsjendika POO-a Yassera Arafata 1988. kao dokaz na "ekspanzionističku" politiku cionista.

## Britanski mandat Palestina
Rani revinističke cionističke skupine, kao što su Betar i Irgun Zvai-Leumi smatrali su Britanski mandat Palestinu Izraelskom zemljom.